# Pro Patria Gallaratese G.B. 1997-1998
Questa pagina raccoglie le informazioni riguardanti la Pro Patria Gallaratese nelle competizioni ufficiali della stagione 1997-1998.

## Stagione
Nella stagione 1997-98 la Pro Patria disputa il girone A del campionato di Serie C2, raccoglie 59 punti in classifica, ottenendo il terzo posto, in seguito ha disputato e perso la semifinale dei playoff contro la Triestina. Il torneo è stato vinto con 63 punti dal Varese che ha ottenuto la promozione diretta in Serie C1, la seconda promossa è stata il Cittadella che ha vinto i playoff. Il nuovo presidente Lino Petenà dimostra di fare sul serio, consegna a Carlo Garavaglia una squadra competitiva, ritenuta dagli addetti ai lavori, come una delle protagoniste del campionato. Alla quinta giornata i bustocchi sono in testa alla classifica, ma arriva la sconfitta interna (0-1) con la Biellese, poi i Tigrotti ripartono, per chiudere in testa il torneo al giro di boa con 34 punti. Il girone di ritorno non è brillante quanto l'andata, a metà marzo dopo la sconfitta interna (0-1) contro il Giorgione, viene esonerato il tecnico, sostituito nelle ultime otto giornate da Agostino Speggiorin. La Pro Patria chiude il campionato in terza posizione a 4 punti dal primo posto, appannaggio del Varese. Nel doppio confronto di semifinale dei playoff, i bustocchi non superano la Triestina, i giuliani vincono al Nereo Rocco (2-0) e perdono al Carlo Speroni (2-1), accedendo, grazie alla rete segnata in trasferta, alla finale di Ferrara con il Cittadella. Miglior realizzatore di stagione Alessandro Provenzano con 13 centri.  Nella Coppa Italia i biancoblù disputano il girone B di qualificazione, che promuove il Varese.

## Rosa
| N. |                   | Ruolo | Calciatore            |
| -- | ----------------- | ----- | --------------------- |
|    | Italia (bandiera) | C     | Luca Albieri          |
|    | Italia (bandiera) | C     | Giovanni Armentano    |
|    | Italia (bandiera) | D     | Roberto Bandirali     |
|    | Italia (bandiera) | C     | Attilio Bonomi        |
|    | Italia (bandiera) | C     | Lorenzo Nicola Calvio |
|    | Italia (bandiera) | D     | Giuseppe Casabianca   |
|    | Italia (bandiera) | D     | Carmelo Dato          |
|    | Italia (bandiera) | C     | Devis Giani           |
|    | Italia (bandiera) | C     | Dino Giannascoli      |
|    | Italia (bandiera) | A     | Claudio Lunini        |
|    | Italia (bandiera) | P     | Massimo Macchi        |

| N. |                   | Ruolo | Calciatore            |
| -- | ----------------- | ----- | --------------------- |
|    | Italia (bandiera) | A     | Mauro Muscio          |
|    | Italia (bandiera) | A     | Giambattista Olivari  |
|    | Italia (bandiera) | D     | Roberto Pellizzari    |
|    | Italia (bandiera) | D     | Gianni Polvani        |
|    | Italia (bandiera) | A     | Alessandro Provenzano |
|    | Italia (bandiera) | D     | Stefano Ricci         |
|    | Italia (bandiera) | P     | Luca Davide Righi     |
|    | Italia (bandiera) | C     | Claudio Rusconi       |
|    | Italia (bandiera) | D     | Silvio Toniolo        |
|    | Italia (bandiera) | A     | Filippo Tortora       |
|    | Italia (bandiera) | D     | Andrea Tubaldo        |

## Risultati

### Campionato

#### Girone di andata
| Arbitro: | Maselli (Lucca) |

|                        |           |                          |
| Dellagiovanna 22’, 56’ | Marcatori | 71’ (aut.) N. Lampugnani |

| Arbitro: | Bianchi (Prato) |

|            |           |  |
| Lunini 13’ | Marcatori |  |

| Arbitro: | Mariani (Perugia) |

|                     |           |                           |
| Bruzzano 36’ (rig.) | Marcatori | 66’ Lunini 89’ Provenzano |

| Arbitro: | Campofiorito (Chiavari) |

|                       |           |  |
| Provenzano 19’ (rig.) | Marcatori |  |

| Mestre 28 settembre 1997 5ª giornata | Mestre          | 0 – 0 | Pro Patria | Stadio Francesco Baracca\| Arbitro: \| Ferlito (Prato) \| |
| Arbitro:                             | Ferlito (Prato) |       |            |                                                           |

| Arbitro: | Ambrosino (Torre del Greco) |

|  |           |              |
|  | Marcatori | 65’ Terraneo |

| Arbitro: | G. Rossi (Rimini) |

|                                             |           |                      |
| Lunini 3’ A. Bonomi 6’ Armentano 89’ (rig.) | Marcatori | 56’ (rig.) Cavaliere |

| Arbitro: | Benedetto (Messina) |

|              |           |                              |
| Tollardo 21’ | Marcatori | 10’ Provenzano 76’ A. Bonomi |

| Arbitro: | Esposito (Trapani) |

|             |           |  |
| Bertoni 42’ | Marcatori |  |

| Arbitro: | P. Rossi (Forlì) |

|                |           |  |
| Provenzano 42’ | Marcatori |  |

| Arbitro: | Gabriele (Frosinone) |

|                  |           |             |
| Tiberi 5’ (rig.) | Marcatori | 31’ Olivari |

| Arbitro: | Cassarà (Palermo) |

|           |           |             |
| Lunini 7’ | Marcatori | 87’ M. Sala |

| Solbiate Arno 7 dicembre 1997 13ª giornata | Solbiatese              | 0 – 0 | Pro Patria | Stadio Felice Chinetti\| Arbitro: \| Nigro (Torre del Greco) \| |
| Arbitro:                                   | Nigro (Torre del Greco) |       |            |                                                                 |

| Arbitro: | Angrisani (Salerno) |

|                            |           |             |
| Olivari 35’ Provenzano 81’ | Marcatori | 83’ Gentili |

| Arbitro: | Gasparoni (Ancona) |

|  |           |               |
|  | Marcatori | 15’ Bandirali |

| Arbitro: | Ardito (Bari) |

|                       |           |  |
| Giani 45’ Polvani 73’ | Marcatori |  |

| Arbitro: | Sciamanna (Ascoli Piceno) |

|  |           |             |
|  | Marcatori | 82’ Tubaldo |

#### Girone di ritorno
| Arbitro: | Ciulli (Roma) |

|                |           |  |
| Provenzano 24’ | Marcatori |  |

| Arbitro: | Cavuoti (Vasto) |

|                           |           |                              |
| Giordano 67’ Paratici 90’ | Marcatori | 27’ Bandirali 75’ Provenzano |

| Arbitro: | Alario (Civitavecchia) |

|  |           |                                              |
|  | Marcatori | 22’ Sensibile 45’ Sciaccaluga 51’ Riccadonna |

| Albino 8 febbraio 1998 21ª giornata | Albinese               | 0 – 0 | Pro Patria | Stadio John Kennedy\| Arbitro: \| D'Agostini (Frosinone) \| |
| Arbitro:                            | D'Agostini (Frosinone) |       |            |                                                             |

| Busto Arsizio 15 febbraio 1998 22ª giornata | Pro Patria        | 0 – 0 | Mestre | Stadio Carlo Speroni\| Arbitro: \| Vittoria (Napoli) \| |
| Arbitro:                                    | Vittoria (Napoli) |       |        |                                                         |

| Arbitro: | Lombardi (Lanciano) |

|  |           |                           |
|  | Marcatori | 28’ Lunini 60’ Provenzano |

| Arbitro: | Alvino (Salerno) |

|                       |           |  |
| Provenzano 70’ (aut.) | Marcatori |  |

| Arbitro: | Lambertini (Bologna) |

|  |           |               |
|  | Marcatori | 61’ Mantovani |

| Arbitro: | Bernabini (Roma) |

|                              |           |  |
| Provenzano 13’ A. Bonomi 78’ | Marcatori |  |

| Arbitro: | Nigro (Torre del Greco) |

|                       |           |  |
| Alteri 48’ Barban 90’ | Marcatori |  |

| Arbitro: | Dondarini (Finale Emilia) |

|                       |           |          |
| Provenzano 58’ (rig.) | Marcatori | 77’ Coti |

| Arbitro: | Tullio (Avezzano) |

|                       |           |                |
| Possanzini 17’ (rig.) | Marcatori | 70’ Provenzano |

| Arbitro: | Nicotera (Aprilia) |

|                      |           |  |
| Bianchini 19’ (aut.) | Marcatori |  |

| Arbitro: | Campofiorito (Chiavari) |

|  |           |                                              |
|  | Marcatori | 53’ Rusconi 65’ Lunini 67’ (rig.) Provenzano |

| Arbitro: | Semeraro (Taranto) |

|                |           |  |
| Provenzano 19’ | Marcatori |  |

| Sesto San Giovanni 10 maggio 1998 33ª giornata | Pro Sesto     | 0 – 0 | Pro Patria | Stadio Ernesto Breda\| Arbitro: \| Ciampi (Pisa) \| |
| Arbitro:                                       | Ciampi (Pisa) |       |            |                                                     |

| Busto Arsizio 17 maggio 1998 34ª giornata | Pro Patria        | 0 – 0 | Cittadella | Stadio Carlo Speroni\| Arbitro: \| Pirrone (Messina) \| |
| Arbitro:                                  | Pirrone (Messina) |       |            |                                                         |

### Playoff
| Arbitro: | Baglioni (Prato) |

|                                 |           |  |
| Zampagna 29’ (rig.) Canella 90’ | Marcatori |  |

| Arbitro: | Pieri (Genova) |

|                           |           |               |
| Polvani 51’ Bandirali 85’ | Marcatori | 90’ Gubellini |

## Coppa Italia

### Girone B
| Saronno 16 agosto 1997 1ª giornata | Saronno      | 0 – 0 | Pro Patria | Stadio Colombo-Gianetti\| Arbitro: \| Pozzi (Como) \| |
| Arbitro:                           | Pozzi (Como) |       |            |                                                       |

| Arbitro: | Zaltron (Bassano del Grappa) |

|                     |           |  |
| Provenzano 11’, 18’ | Marcatori |  |

| Arbitro: | Manganelli (Milano) |

|                                   |           |                |
| M. Sala 26’ Adamo 54’ Bonazzi 71’ | Marcatori | 20’ Provenzano |

| 10 settembre 1997 4ª giornata |  | – Turno di riposo Pro Patria |  |  |

| Arbitro: | Cecotti (Udine) |

|  |           |                          |
|  | Marcatori | 25’ Citterio 89’ Tolotti |